# Мусульманський корпус «Кавказ»
Мусульманський корпус «Кавказ», ДРГ «Єдиний Кавказ» — кавказький мусульманський добровольчий бойовий підрозділ, сформований у 2022 році. Бере участь у російсько-українській війні на боці України.

## Історія
МК «Кавказ» був сформований у 2022 році під час вторгнення Росії в Україну та включений до складу сил самооборони України     .
За офіційними даними, він був створений з ініціативи вихідців з Кавказу, які сповідують іслам та проживають на території України. Основна їх частина – військовослужбовці української армії, які брали участь у бойових діях на Донбасі у 2014—2016 роках   .
Корпус поповнюється не лише вихідцями з Кавказу, а й мусульманами інших національностей, які проживають на території України. Він діє у всіх зонах бойових дій  .